# Lalașinț, Arad
Lalașinț (în maghiară Lalasinc) este un sat în comuna Bârzava din județul Arad, Banat, România. La recensământul din 2002, satul avea o populație de 428 locuitori.